# Az Ír-sziget földrajza
Az Ír-sziget Északnyugat-Európában, az Atlanti-óceán északi részén található. A sziget az európai kontinentális talapzat része, az eurázsiai-lemezen fekszik. A fő földrajzi jellemzői az ország közepén található alacsony síkságok, parti hegyekkel körülvéve. A legmagasabb pontja a Carrauntoohil (írül: Corrán Tuathail), amely 1041 méterrel emelkedik a tengerszint fölé. A nyugati part szigetekkel, félszigetekkel, hegyfokokkal és öblökkel tagolt. A Shannon folyó osztja ketté, amely 360,5 kilométeres hosszával, 102,1 kilométeres torkolatával az Ír-sziget leghosszabb folyója. Az ulsteri Cavan megyében ered, Limericknél torkollik az Atlanti-óceánba. Számos méretes tó is található a szigeten, legnagyobb a Lough Neagh.
Politikai szempontból a sziget két részre oszlik: nagyjából öthatod részét foglalja el Írország, míg a maradék részé az Egyesült Királyság alkotmányos tartománya (tulajdonképpeni exklávéja), Észak-Írország található. A sziget Nagy-Britanniától nyugatra, nagyjából a é. sz. 53°, ny. h. 8°53.000000°N 8.000000°WKoordináták: é. sz. 53°, ny. h. 8°53.000000°N 8.000000°W koordinátákon található. Teljes területe 84 421 négyzetkilométer. Nagy-Britanniától az Ír-tenger, Európától a Kelta-tenger választja el. Írország és Nagy-Britannia, más közeli szigetekkel együtt, Brit-szigetek néven ismert, ezt az elnevezést azonban sokan vitatják, helyette a „Britannia és Írország” használatát javasolják.

## Geológia

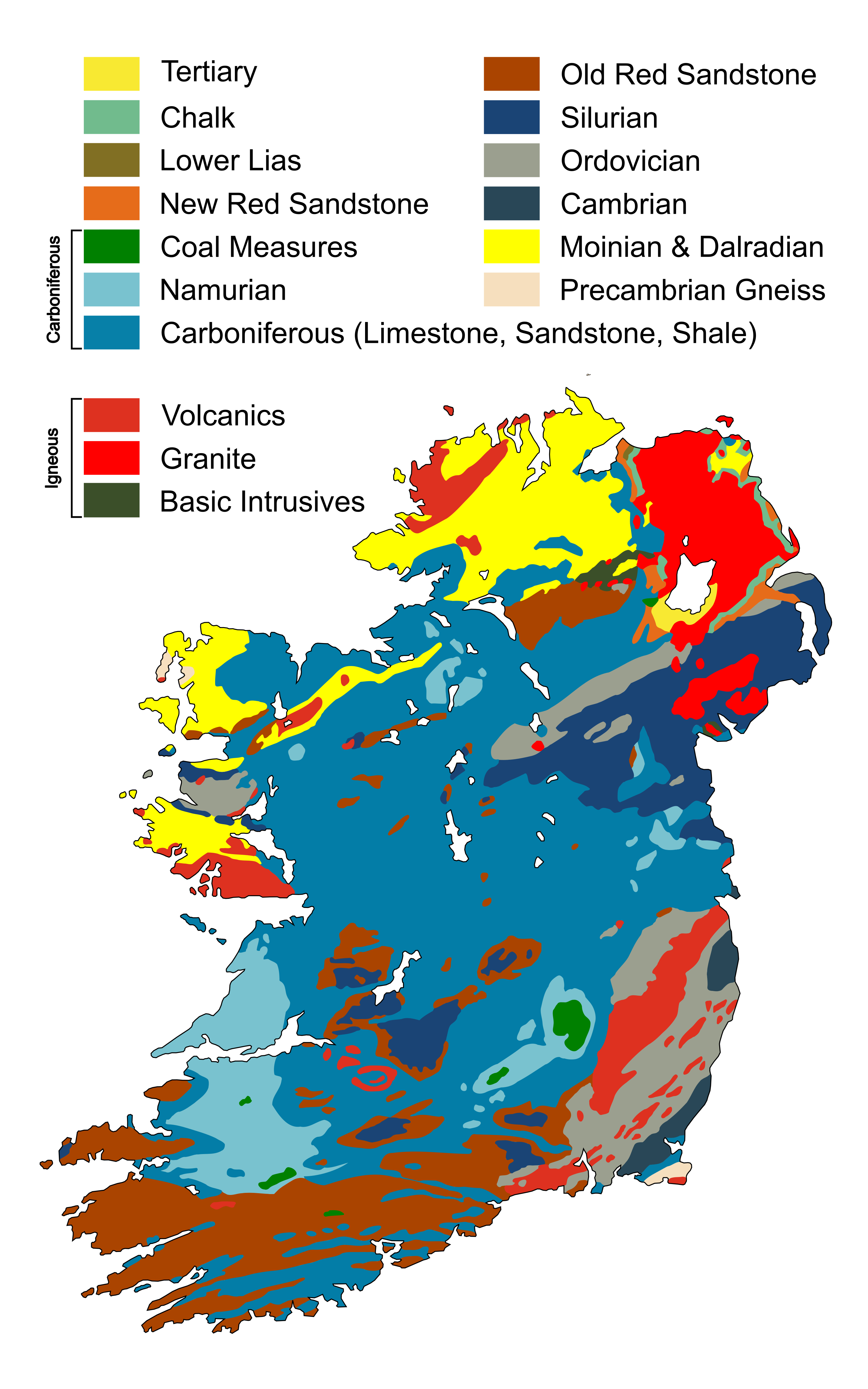
Az Ír-sziget földtani térképe

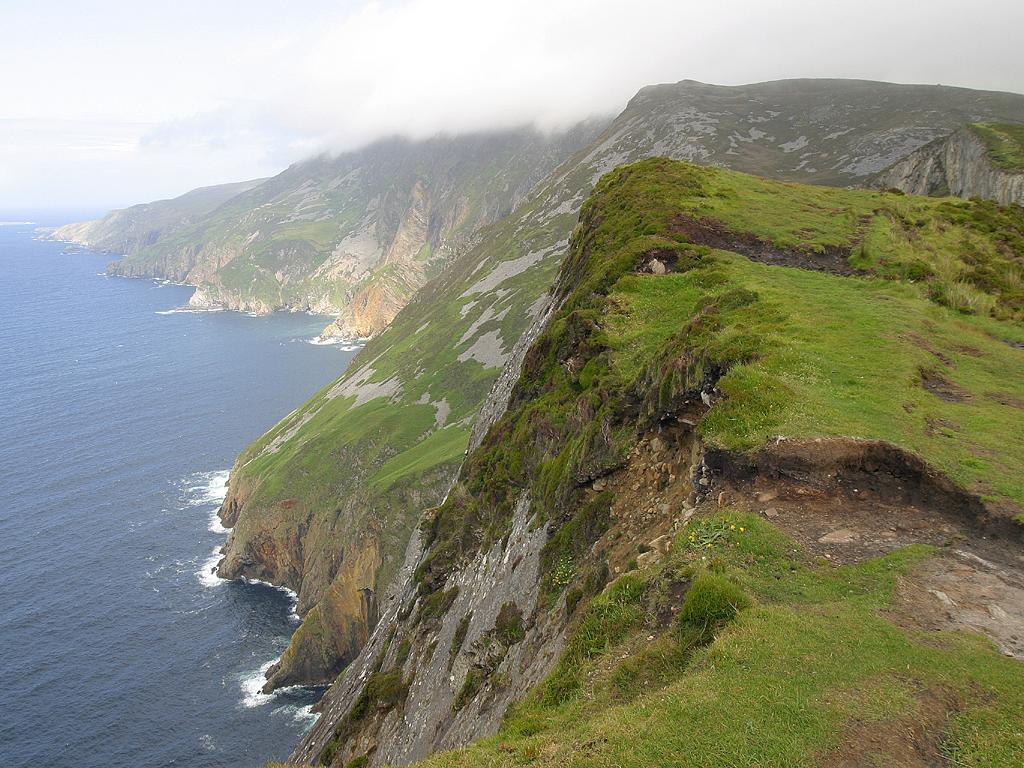
A Slieve Lieg Banagh nyugati részén

A sziget geológiai szempontból is változatos. Több régióban is találhatóak különböző földtörténeti időszakokból származó sziklák, a legidősebbek akár 2 milliárd évesek is lehetnek. A legrégebbi ismert kőzet nagyjából 1,7 milliárd éves, megtalálható az Inishowentől északra fekvő Inishtrahull szigetén és a Mullet-félszigeten található Annagh Headnél. Az újabb formációk között az utolsó jégkorszak következményeként kialakult drumlinok és gleccservölgyek, továbbá a clare-i mészkőrégió víznyelői és barlangképződményei szerepelnek.
Az Ír-sziget földtörténetében vulkanizmustól és trópusi tengerektől az utolsó jégkorszakig minden megtalálható. Két különálló részként kezdte történetét, melyek nagyjából 440 millió éve kapcsolódtak végleg össze. A lemeztektonika és jegesedés hatására a tengerszint emelkedett és süllyedt, a sziget minden részén megtalálhatóak az ennek következményében kialakult kőzetek. A gleccserek is jelentős hatást gyakoroltak a ma látható tájra. A két terület változatossága a vulkanikus területekkel és a sekély tengerekkel együtt számos talajfajtát is adott, dagadólápok és szabad lefolyású barnaföldek is találhatóak a szigeten. A hegyek főleg gránitból, homokkőből, mészkőből (karsztos területekkel) és bazaltból állnak.

## Természetföldrajz

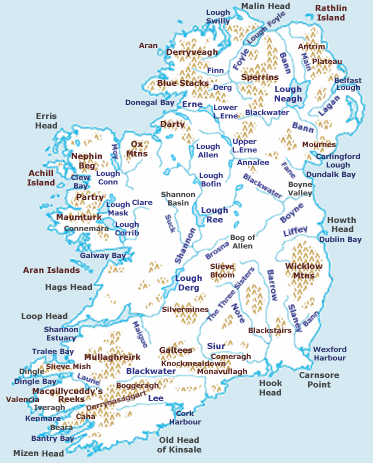
Az Ír-sziget hegyei, tavai, folyói és más természeti képződményei

### Hegységek
A sziget belső része lapos, hegyláncokkal körbeölelve, melyek (óramutató járásával ellentétes irányban Kerry megyétől kezdve): Macgillycuddy's Reeks, Comeragh-hegység, Blackstairs-hegység, Wicklow-hegység, Mourne-hegység, Glens of Antrim, Sperrin-hegység, Bluestack-hegység, Derryveagh-hegység, Ox-hegység, Nephinbeg-hegység és Tizenkét tű hegység/Maumturks csoport. Néhány hegylánc, főként délen, a parttól beljebb található, ilyen a Galtee-hegység (a legmagasabb belső hegyvonulat) a Silvermine és Slieve Bloom-hegység. A legmagasabb csúcs, az 1038 méter magas Carrauntoohil a Macgillycuddy's Reeks gleccserektől szabdalt homokkőhegyei közé tartozik. A sziget hegyei nem magasak, mindössze 3 hegy éri el az 1000, további 457 pedig az 500 méteres magasságot.

### Folyók és tavak

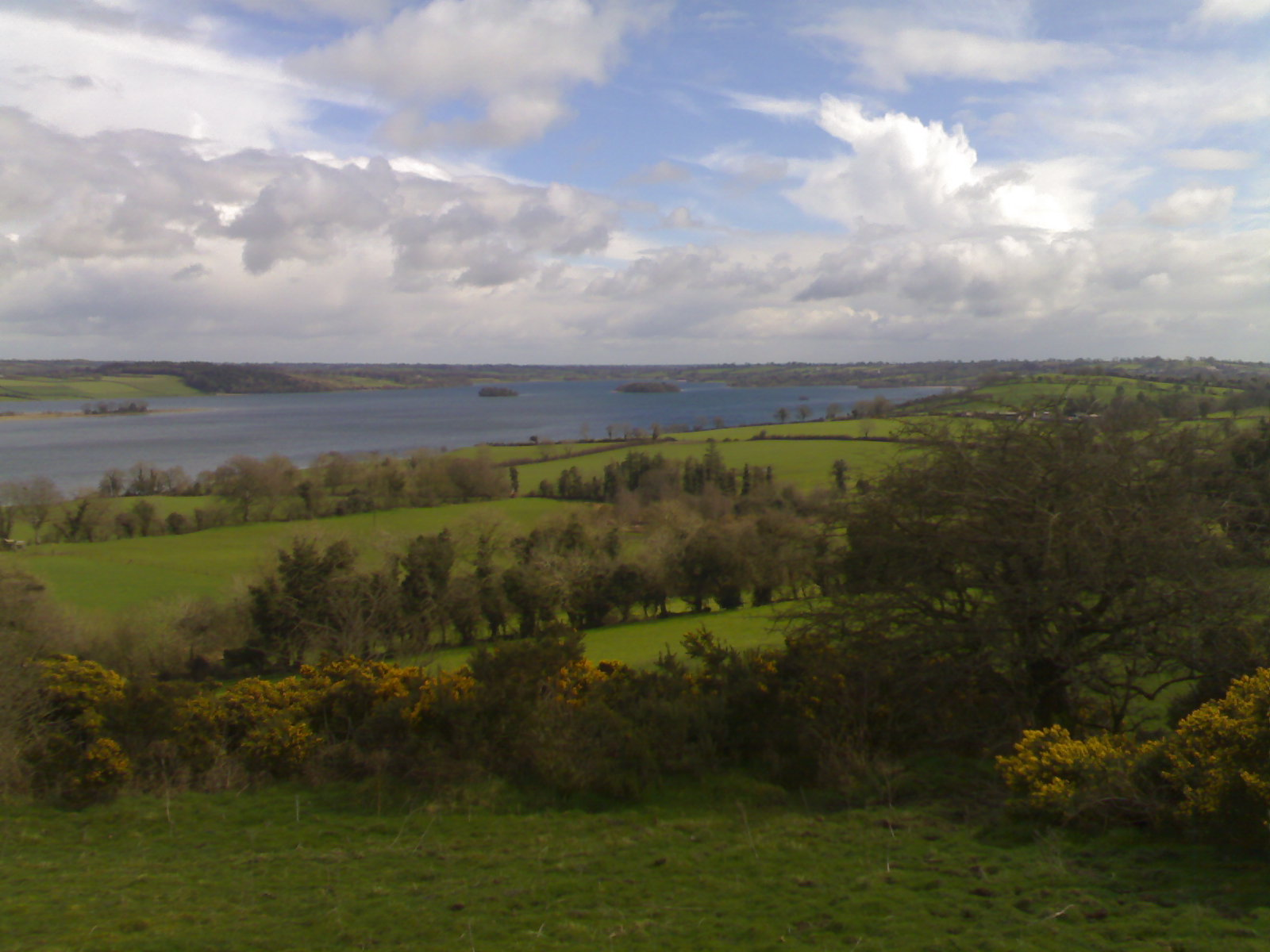
A Westmeath megyében található Lough Lene

A legfontosabb folyó a Shannon, mely 360,5 kilométeres hosszával kettéosztja a szigetet, elválasztja a középső mocsaras területeket az sziget nyugati részétől. A folyó három tavat (Lough Allen, Lough Ree és a három közül legnagyobb Lough Derg) hozott létre folyása mentén. A Shannon Limericknél, a Shannon-torkolatnál ömlik az óceánba. Jelentős folyók még: Liffey, Lee, Blackwater, Nore, Suir, Barrow, Bann, Foyle, Erne, és River Boyne .
Az Ír-sziget és Britannia legnagyobb tava az ulsteri Lough Neagh, a további nagyméretű tavak között említhető a Lough Erne és a Lough Corrib.

### Öblök

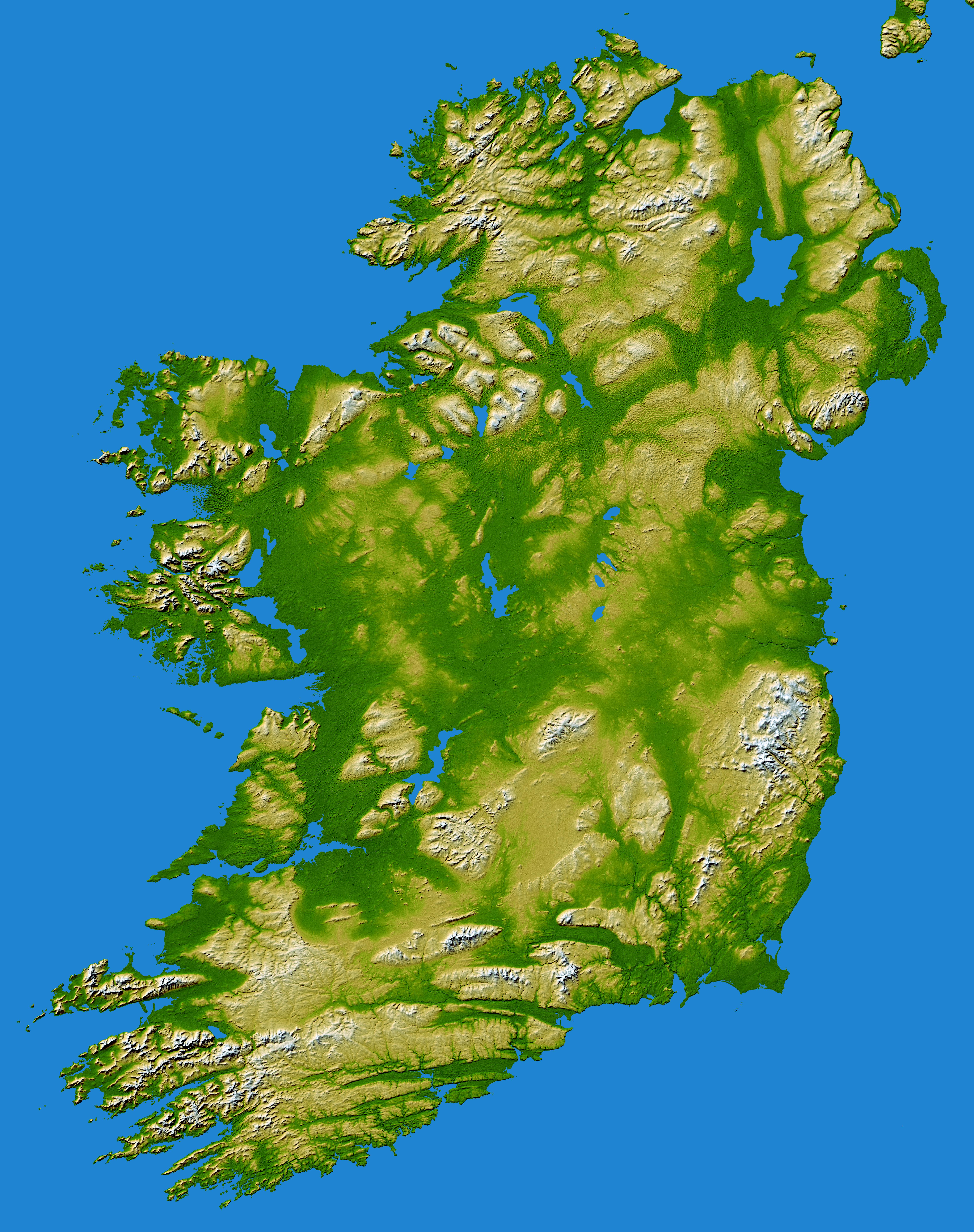
Az Ír-sziget topográfiája

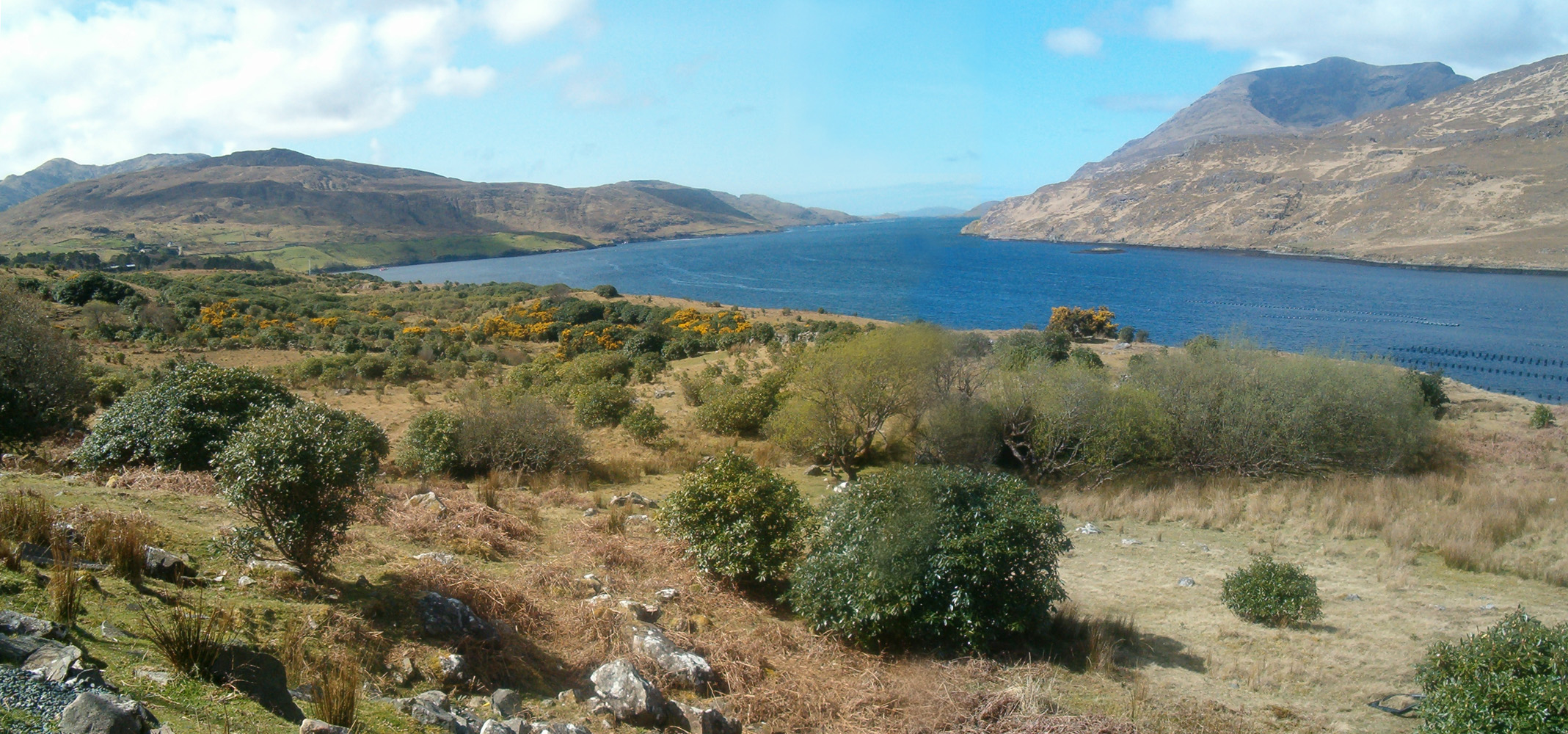
A Killary-öböl 16 km-es természetes határt képez Galway és Mayo megye között

A Lough Swilly Donegal megyével kezdve kettéválasztja az Inishowen-félsziget egyik részét. A másik oldalon a Lough Foyle Írország egyik legnagyobb öble, Donegal és Londonderry megye között található. A Belfast Lough Antrim és Down megye között alkot határt. A Strangford Lough is Down megyében található, az Ards-félsziget és a szárazföld között. A parton továbbhaladva a Carlingford Lough Down és Louth megye között található.
A következő jelentős öböl a Dublin-öböl, a keleti part a Slaney torkolatánál lévő Wexford-öbölig kevéssé tagolt. A déli parton található Waterford-öbölbe ömlik a Suir (amelybe a Három Nővér másik két tagja, a Nore és a Barrow torkollik). A Cork-öbölbe torkollik a Lee folyó, de az öbölben található a Great Island is.
A Dunmanus-öböl, a Kenmare torkolata és a Dingle-öböl egytől egyik Kerry megye félszigetei között találhatóak. a Shannon-torkolat ezektől északra fekszik. Clare megye északi része és Galway megye között a Galway-öböl található. A Clew-öböl az Achill-szigettől délre, Mayo megye partjainál fekszik, míg a Broadhaven-öböl, a Blacksod-öböl és a Sruth Fada Conn Connacht északnyugati részén fekszenek. A Killala-öböl Mayo északkeleti partjainál, a Donegal-öböl Donegal és Sligo megye között található.

### Fokok
Az Ír-sziget legészakibb pontja a Malin-fok, míg a Mizen-fok az egyik legdélebbi, ezért is használják a „Malin-foktól Mizen-fokig” kifejezést akkor, amikor az egész szigetről van szó. A Carnsore Point a legdélkeletibb pont. A déli parton is több félsziget van, ilyen a Hook-fok és az Old Head of Kinsale.
A sziget nyugati partján található Loop-foktól északra az Atlanti-óceán, délre pedig a Shannon-torkolat hullámzik. A Hag-fok is Clare megyében található, tőle északra láthatóak a moheri sziklák. Connacht legészaknyugatibb pontja az Erris-fok.

### Szigetek és félszigetek

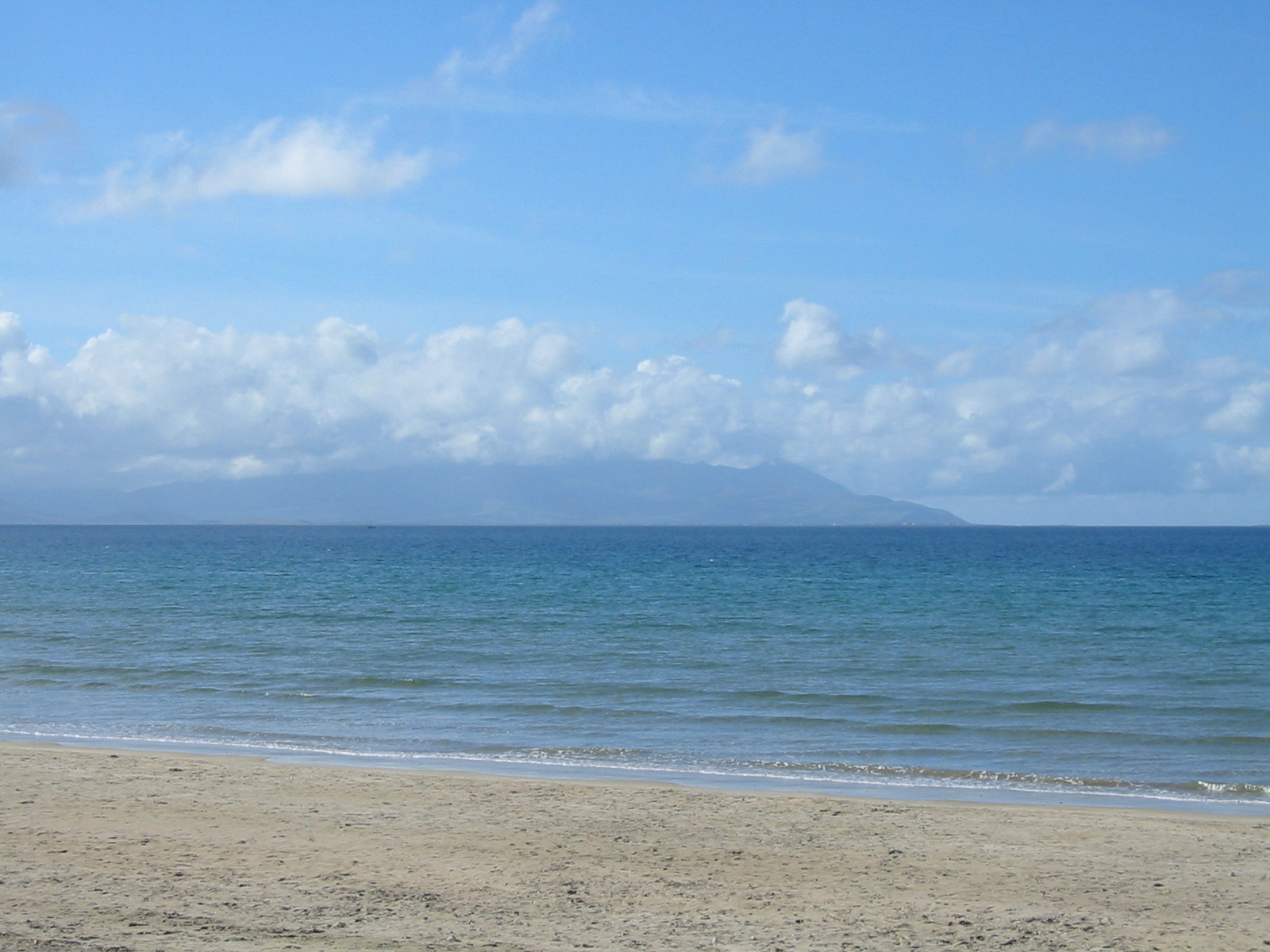
A Dingle-félsziget látképe a Banna Strandról

Magától az Ír-szigettől eltekintve az északnyugatra fekvő Achill-sziget a legnagyobb. A sziget lakott, híd köti össze a szárazfölddel. Megemlítendőek a nyugati partoknál, Connachtban található Aran-szigetek, ahol ír nyelven beszélő közösség (Gaeltacht) él. Az Iveragh-félsziget közelében található Valentia-sziget is a legnagyobbak egyike, lakott, délkeleti végét híd köti össze a szárazfölddel. A connemarai Omey-sziget egy árapálysziget.
A legismertebb félszigetek közül több is Kerry megyében található: ilyen a Dingle-félsziget, a már említett Iveragh-félsziget és a Berara-félsziget.Az Ards-félsziget az egyik legnagyobb Kerryn kívül. A Donegal megyei Inishowenen található az Ír-sziget legészakibb pontja (Malin-fok) és több fontos város, mint a Lough Swilly melletti Buncrana, vagy a Lough Foyle melletti Carndonagh és Moville.
A legészakibb földterület a Malin-foknál található Inishtrahull-sziget. A Rockall is lehetne ez, de állapota vitatott, az Egyesült Királyságon és Írországon kívül Dánia (Feröer miatt) és Izland is igényt tart rá. A legdélebbi pont a Fastnet Rock.
Klaudiosz Ptolemaiosz, az ókori Rómában élő görög földrajztudós a skóciai Hebridákat és a walesi Angleseyt is az Ír-szigethez („Hibernia”) sorolta, ez ma már nem szokás.

## Éghajlata
Az Ír-sziget éghajlata enyhe, nedves és változékony, bőséges esőzésekkel és szélsőséges hőmérsékletek nélkül. A sziget mérsékelt övi óceáni éghajlatú, a Köppen-skálán Cfb besorolású (Északnyugat-Európa nagy része is ilyen). Általában meleg nyarakat és enyhe teleket kap. Érzékelhetően melegebb a hőmérséklete, mint például az Atlanti-óceán másik oldalán, ugyanezen a szélességi fokon fekvő Új-Fundland, mivel az óceán hátszelén fekszik. Szintén melegebb, mint az ugyanezen szélességen fekvő tengeri éghajlatú helyek (például a Pacifikus Északnyugat), főként a tengeráramlások (észak-atlanti-áramlat, Golf-áramlat) miatt. Összehasonlításképp télen Dublin 9 °C-kal melegebb, mint az új-fundlandi  St. John’s, míg a Pacifikus Északnyugaton található Seattle-nél 4 °C-kal melegebb.
Az észak-atlanti áramlás befolyása biztosítja azt is, hogy a tengerpart télen nem fagy be, ellentétben a hasonló szélességen található Ohotszki-tengerrel és a Labrador-tengerrel. Ritka az extrém éghajlat, a tornádók és más hasonló időjárási jelenségek ritkák. Az uralkodó szál délnyugatról érkezik, a nyugati partok magas hegyein megtörve. Az eső ezért gyakori a sziget nyugati részén, a Kerry megye partjainál található Valentia-sziget évente majdnem kétszer annyi csapadékot kap, mint a keleti Dublin (1400, illetve 762 mm).
Január és február a két leghűvösebb hónap, a napi átlaghőmérséklet ezekben a hónapokban 4 és 7 °C közé esik. A legmelegebb július és augusztus, 14 és 16 °C közötti az átlaghőmérséklet, a part közelében 17-18°, a szárazföld belsejében 19-20 °C is lehet a napi átlag. Május és június a legnaposabb, a napsütéses órák száma átlagosan 5 és 7 közötti naponta.
Habár az európai kontinens országaival összehasonlítva ritka a szélsőséges időjárás, még jelen van. Főleg a téli hónapokban az Atlanti-óceán szelei akár 160 km/h sebességet is elérhetnek, ez főleg a nyugati part megyéit sújtja, míg a nyári hónapokban, főként július végén-augusztus elején, zivatarok alakulhatnak ki.
Az alábbi táblázat a dublini repülőtér meteorológiai állomása által 30 éven át rögzített adatokat mutatja be. A második táblázat Belfast időjárására vonatkozik, észak-írországi megyék statisztikái nem sokban különböznek ettől.
| Hónap                         | Jan. | Feb. | Már. | Ápr. | Máj. | Jún. | Júl. | Aug. | Szep. | Okt. | Nov. | Dec.  | Év    |
| ----------------------------- | ---- | ---- | ---- | ---- | ---- | ---- | ---- | ---- | ----- | ---- | ---- | ----- | ----- |
| Rekord max. hőmérséklet (°C)  | 16,6 | 15,3 | 21,3 | 20,5 | 23,4 | 25,1 | 27,6 | 28,7 | 23,9  | 21,2 | 18,0 | 16,2  | 28,7  |
| Átlagos max. hőmérséklet (°C) | 7,6  | 7,5  | 9,5  | 11,4 | 14,2 | 17,2 | 18,9 | 18,6 | 16,6  | 13,7 | 9,8  | 8,4   | 12,8  |
| Átlagos min. hőmérséklet (°C) | 2,5  | 2,5  | 3,1  | 4,4  | 6,8  | 9,6  | 11,4 | 11,1 | 9,6   | 7,6  | 4,2  | 3,4   | 6,4   |
| Rekord min. hőmérséklet (°C)  | −9,4 | −6,2 | −6,7 | −3,7 | −1,0 | 1,5  | 4,8  | 4,1  | 1,7   | −0,6 | −3,4 | −10,1 | −10,1 |
| Átl. csapadékmennyiség (mm)   | 69   | 50   | 54   | 51   | 55   | 56   | 50   | 71   | 67    | 70   | 65   | 76    | 733   |
| Napi napsütéses órák száma    | 2    | 3    | 4    | 5    | 6    | 6    | 5    | 5    | 4     | 3    | 2    | 2     | 4     |
| Forrás:                       |      |      |      |      |      |      |      |      |       |      |      |       |       |

| Hónap                         | Jan.  | Feb.  | Már.  | Ápr. | Máj. | Jún. | Júl. | Aug. | Szep. | Okt. | Nov. | Dec.  | Év    |
| ----------------------------- | ----- | ----- | ----- | ---- | ---- | ---- | ---- | ---- | ----- | ---- | ---- | ----- | ----- |
| Rekord max. hőmérséklet (°C)  | 13,0  | 14,0  | 19,0  | 21,0 | 26,0 | 28,0 | 29,0 | 28,0 | 26,0  | 21,0 | 16,0 | 14,0  | 29,0  |
| Átlagos max. hőmérséklet (°C) | 6,0   | 7,0   | 9,0   | 12,0 | 15,0 | 18,0 | 18,0 | 18,0 | 16,0  | 13,0 | 9,0  | 7,0   | 12,4  |
| Átlagos min. hőmérséklet (°C) | 2,0   | 2,0   | 3,0   | 4,0  | 6,0  | 9,0  | 11,0 | 11,0 | 9,0   | 7,0  | 4,0  | 3,0   | 5,9   |
| Rekord min. hőmérséklet (°C)  | −13,0 | −12,0 | −12,0 | −4,0 | −3,0 | −1,0 | 4,0  | 1,0  | −2,0  | −4,0 | −6,0 | −11,0 | −13,0 |
| Átl. csapadékmennyiség (mm)   | 80    | 52    | 50    | 48   | 52   | 68   | 94   | 77   | 80    | 83   | 72   | 90    | 846   |
| Napi napsütéses órák száma    | 1     | 2     | 3     | 5    | 6    | 6    | 4    | 4    | 4     | 3    | 2    | 1     | 3     |
| Forrás:                       |       |       |       |      |      |      |      |      |       |      |      |       |       |

## Politika-és társadalomföldrajz
Az Ír-sziget négy tartományból (Connacht, Leinster, Munster és Ulster) áll, ezek pedig összesen 32 megyére oszlanak. A kilenc megyéből álló Ulster hat megyéje alkotja Észak-Írországot, a sziget másik 26 megyéje pedig Írországot. Az alábbi térkép mind a 26 megye határait mutatja.
| Írföld megyéi. | Írország 1. Dublin megye 2. Wicklow 3. Wexford 4. Carlow 5. Kildare 6. Meath 7. Louth 8. Monaghan 9. Cavan 10. Longford 11. Westmeath 12. Offaly 13. Laois 14. Kilkenny 15. Waterford 16. Cork | 1. Kerry 2. Limerick 3. Tipperary 4. Clare 5. Galway 6. Mayo 7. Roscommon 8. Sligo 9. Leitrim 10. Donegal Észak-Írország 1. Fermanagh 2. Tyrone 3. Londonderry 4. Antrim 5. Down 6. Armagh |

Adminisztratív nézőpontból a köztársaság 21 megyéje saját önkormányzattal rendelkezik, a másik 6-nak pedig több, mint 1 önkormányzata van, így összesen 31 megyei szintű hatóság van. Tipperary megyében két riding található, Észak-Tipperaryt és Dél-Tipperaryt 1838-ban alakították ki, 2001-ben új nevet kaptak, 2014-ben összeolvastak. Dublin, Cork és Galway városok városi tanáccsal rendelkeznek, melyek külön működnek az ugyanilyen nevű megyéktől. Limerick és Waterford 2014-ben beolvadtak a megyéikbe. Dublin megye fennmaradó része három részre oszlik: Dún Laoghaire–Rathdown, Fingal és South Dublin.
Az ír jogrendszer szerinti választókerületek többnyire a megyék határait követik. A megyerendszerrel való kapcsolat fenntartása érdekében kötelező a választókerületi határok egy felhatalmazott bizottság általi átszervezése.
Észak-Írországban 1973-ban jelentősen átszervezték a közigazgatást, a hat megyét és két megyei községet (Belfast és Londonderry) megszüntették, helyettük 26 kerületet állítottak fel, melyek nem követik a hagyományos megyék határait. Bizonyos célokra a régi felosztás mégis fennmaradt: a brit uralkodó továbbra is megyénként delegálja személyes képviselőjét (Lord Lieutenant). 2005 novemberében javaslat született a helyi hatóságok számának 7-re csökkentéséről.
A sziget teljes népessége nagyjából 6 millió fő, mely főleg a keleti parton, különösen Dublin és Belfast városaiban, az azokat környező területeken él.

## Természeti erőforrások

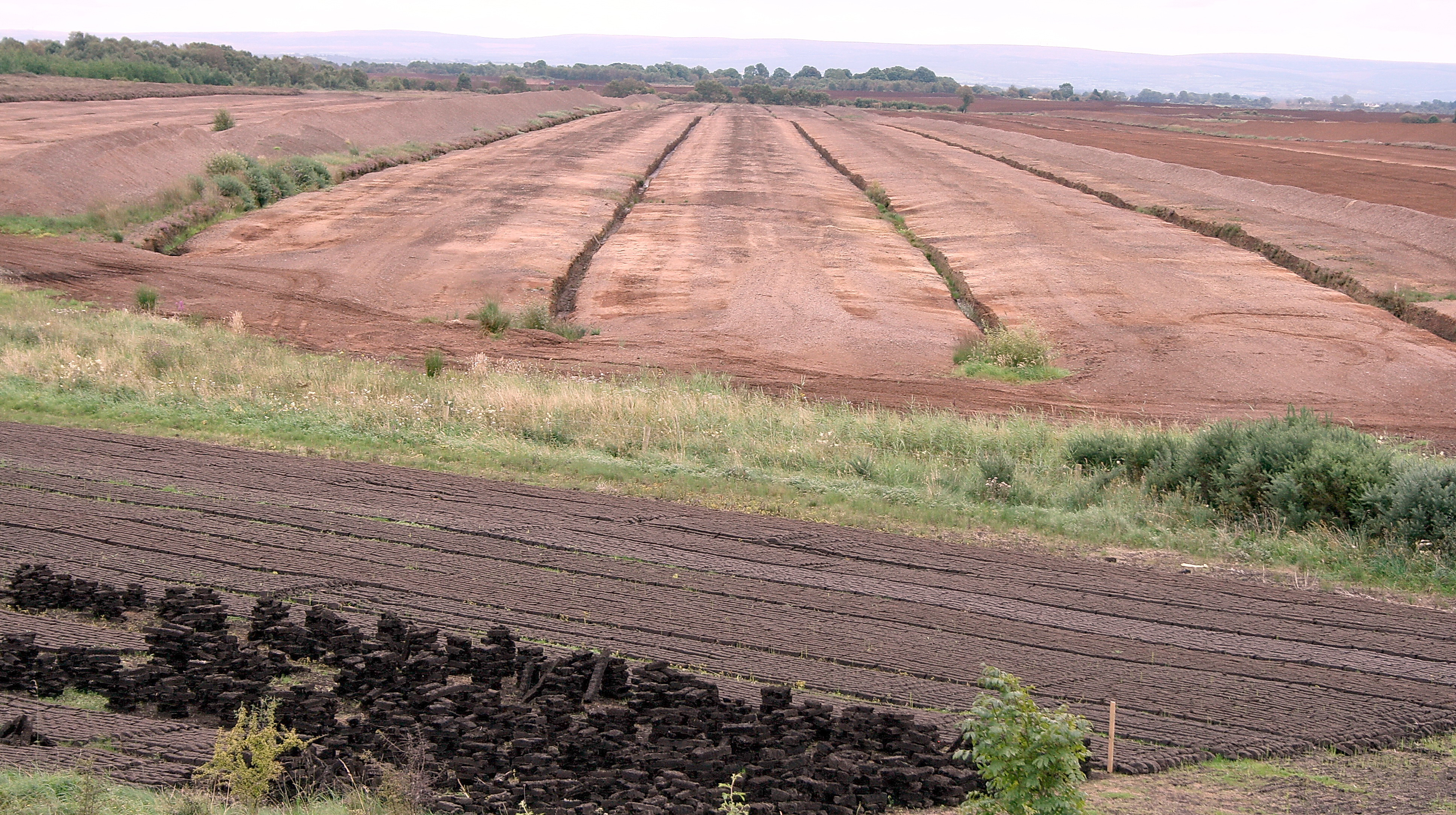
A Bord na Móna tőzegbetakarítása a Bog of Allenben

### Lápok
Az Ír-sziget 12 ezer négyzetkilométer láppal rendelkezik, melyek két fő típusra oszthatóak: takarólápokra és dagadólápokra, előbbi a gyakoribb, az emberi tevékenység és a nedves éghajlat következtében alakult ki. A takarólápok főleg azokon a helyeken alakultak ki, ahol az újkőkorszaki földművesek kiirtották a fákat termőföldért. Ahogy az így nyert földterület elhasználódott, a talaj elkezdett szivárogni és savasabbá válni, megteremtve a lehetőséget a csarab és a szittyófélék megtelepedésére. A növények maradványai tőzegréteget alkotva halmozódtak fel. Az atlanti takaróláp legnagyobb kiterjedésű részei Mayo megyében találhatóak.
A dagadólápok a Shannon-medencében a leggyakoribbak, akkor alakultak ki, mikor a jégkorszakban kialakult mélyedések vízzel feltöltődve tavakat képeztek. A víz fenekén felhalmozódott növényi (főleg nád) maradványok a tavat idővel teljesen kiszárították, majd a felszínre kerültek, ezzel dagadólápokat létrehozva.
A 17. század óta vágják a tőzeget háztartási fűtéshez és főzéshez, utóbbi esetben gyepnek nevezve. A folyamat a lápok kereskedelmi hasznosításával felgyorsult. Az 1940-es években gyepvágó gépeket helyeztek üzembe, így nagyobb léptékű kizsákmányolás vált lehetővé. Írországban a tőzegkitermelés a részben állami tulajdonú Bord na Móna feladata lett. A háztartási felhasználás mellett számos iparág hasznosítja, főként a villamosenergia-termelés, utóbbi biomasszával kombinálja  kapacitás növeléséért.
Az elmúlt években felerősödtek a tőzegvágást ellenző környezetvédő hangok. A probléma különösen a dagadólápok esetében súlyos, mivel a takarólápoknál magasabb fűtőértékű. A legújabb tervek szerint a megmaradt lápok nagy részét Írországban és Észak-Írországban is védelem alá helyezik.

### Olaj, földgáz és ásványi anyagok
A földgáz partközeli kitermelése az 1970-es években kezdődött. Az első komolyabb eredmény a Kinsale-foki gázmező 1971-es felfedezése volt. A ballycottoni gázmezőt 1989-ben, a Corrib-gázmezőt 1996-ban fedezték fel. A Corrib-projekt kitermelése megakadt, mivel a vállalatok azon terve, hogy az olajat a parton finomítják, széleskörű ellenállásba ütközött. Ezekről a gázmezőkből a gázt a partra szivattyúzzák, ahol háztartási és ipari célokra használják. A becslések szerint 28 millió hordó olajat tartalmazó Helvick-olajmezőt 2000-ben fedezték fel. Írország Európa legnagyobb cinkkitermelője három működő bányával (Navan, Galmoy és Lisheen). További ásványi anyagokból is rendelkezik készletekkel: ilyen az arany, ezüst, gipsz, zsírkő, kalcit, dolomit, tetőfedő pala, mészkő, építési kő, homok és kavics.
2007 májusában az azóta Kommunikációs, Klíma-és Környezetvédelmi Osztályra átnevezett Kommunikációs, Tengeri-és Természeti Erőforrások Osztálya 130 milliárd hordó kőolajról és 1400 köbkilométer földgázról adott tájékoztatást, melyek az ír vizekben rejtőzhetnek, több billió euró értékben. A legalacsonyabb becslés 10 milliárd hordó olajról szólt – ez 450 milliárd eurónál is többet ér. A parton is jelentős petróleum-és földgázkészletek vannak, például a Lough Allen-medencében 270 köbkilométer gáz és 1,5 milliárd hordó olaj található, 74,4 milliárd euró értékben. Spanish Pointnál már kitermeltek 35 köbkilométer földgázt és 206 millió hordó olajat, összesen 19,6 milliárd euró értékben. A Corrib-medence készletei 87 milliárd eurót is érhetnek, míg a Dunquin-gázmező 25 köbkilométer földgázt és 657 000 000 köbméter kőolajat tartalmaz.
2012 márciusában 700 kilométerre a corki partoktól az első kereskedelmi olajkút is megkezdte működését. A Barryroe-olajkút naponta 3500 hordót termel ki, ami 120 dolláros hordónkénti árral számolva évente 2,14 milliárd euró bevételt hoz.

## Fordítás
Ez a szócikk részben vagy egészben  a   Geography of Ireland című angol Wikipédia-szócikk ezen változatának fordításán alapul.  Az eredeti cikk szerkesztőit annak laptörténete sorolja fel. Ez a jelzés csupán a megfogalmazás eredetét és a szerzői jogokat jelzi, nem szolgál a cikkben szereplő információk forrásmegjelöléseként.

### Könyvek
- Mitchell, Frank. Reading the Irish landscape (angol nyelven) (1998). ISBN 1-86059-055-1
- Whittow, J. B.. Geography and Scenery in Ireland (angol nyelven). Penguin Books (1974)
- Holland, Charles H.. The Geology of Ireland, 2nd ed. (angol nyelven) (2009). ISBN 1903765722
- Murchadha, Diarmuid O. Place-names in The Heritage of Ireland, ed. N. Buttimer et al., (angol nyelven). Cork: The Collins Press, 146–155.. o. (2000)
- Andrews, J.H.. A paper landscape:the Ordnance Survey in nineteenth-century Ireland (angol nyelven) (1975)
- Archdall, M.. Monasticon Hibernicum (angol nyelven) (1786)
- Baumgarten, R.. Etymological aetiology in Irish tradition, in Eiru 41 (angol nyelven), 115–122. o. (1990)
- Joyce, Patrick Weston. The Origin and History of Irish names of Places, three volumes (angol nyelven) (1869, 1875, 1913.)
- Flanagan, D.. Irish Place Names (angol nyelven) (1994)
- Census of Ireland:general alphabetical index to the townlands and towns, parishes and paronies of Ireland (angol nyelven) (1861)
- Walsh, Paul. The Placenames of Westmeath (angol nyelven) (1957)
- Power, P.. The Placenames of Decies (angol nyelven) (1952)
- Price, Liam. The place-names of county Wicklow, seven volumes (angol nyelven) (1945–67)

### Online
- Írország – The World Factbook. Központi Hírszerző Ügynökség. [2015. október 15-i dátummal az eredetiből archiválva]. (Hozzáférés: 2017. július 24.)
- OnlineWeather.com – éghajlati adatok az Ír-szigetről. (Hozzáférés: 2017. július 24.)